# 28. pehotna divizija (Avstro-Ogrska)
28. pehotna divizija (izvirno nemško 28. Infanterie-Division oz. nemško 27. Infanterietruppendivision) je bila pehotna divizija avstro-ogrske kopenske vojske, ki je bila aktivna med prvo svetovno vojno.

## Zgodovina
Divizija je sodelovala v bojih na soški fronti. Ob pričetku osme soške ofenzive je bila divizija nastanjena na severnemu delu Krasa. Med deveto soško ofenzivo je divizija izgubila 62% moštva.

## Organizacija
Maj 1941
- 55. pehotna brigada
- 56. pehotna brigada
- 7. poljskotopniški polk
- 8. poljskotopniški polk
- 9. težkohavbični divizion

## Poveljstvo
Poveljniki (Kommandanten)
- Rudolf Kraliček: avgust - november 1914
- Alfred von Hinke: december 1914 - oktober 1915
- Joseph Schneider von Manns-Au: oktober 1915 - marec 1918
- Felizian Krasel von Morwitzer: marec - avgust 1918
- Joseph Schneider von Manns-Au: avgust - september 1918
- Alfred von Zeidler: oktober - november 1918